# بوستان ملت (قزوین)
بوستان ملت نام قدیمی‌ترین بوستان در شهر قزوین می‌باشد که در بر روی باغ تاریخی حکم آباد (مربوط به صفویه) ساخته شده است. وسعت این بوستان ۶۱۰۷۱ متر مربع می‌باشد.

## وسعت بوستان
این بوستان بزرگ‌ترین بوستان شهر قزوین به حساب می‌آید که از سمت غرب به خیابان مدرس، از سمت شرق به خیابان حکم آباد، از سمت شمال شرق به میدان عارف و از سمت شمال به خیابان پادگان محصور می‌باشد.

## تجمع پیرمردان
این بوستان یکی از بزرگ‌ترین محفل‌های پیرمردان بازنشسته می‌باشد که هر روز صبح و بعد از ظهر به انجام بازی شطرنج در این بوستان می‌پردازند.

## قدمت بوستان
قدمت این بوستان به دوران صفویه بر می‌گردد و هم‌اکنون برخی از درختان چنار آن بیش از صد سال قدمت دارد.

## شهربازی
این بوستان تا اوایل سال‌های نخست دهه ۱۳۹۰ دارای یک شهربازی نسبتاً بزرگ بود ولی به دلیل فرسودگی دستگاه‌های بازی و ایجاد مزاحمت برای ساکنان اطراف بوستان، این شهربازی بسته شد.

## نگارخانه

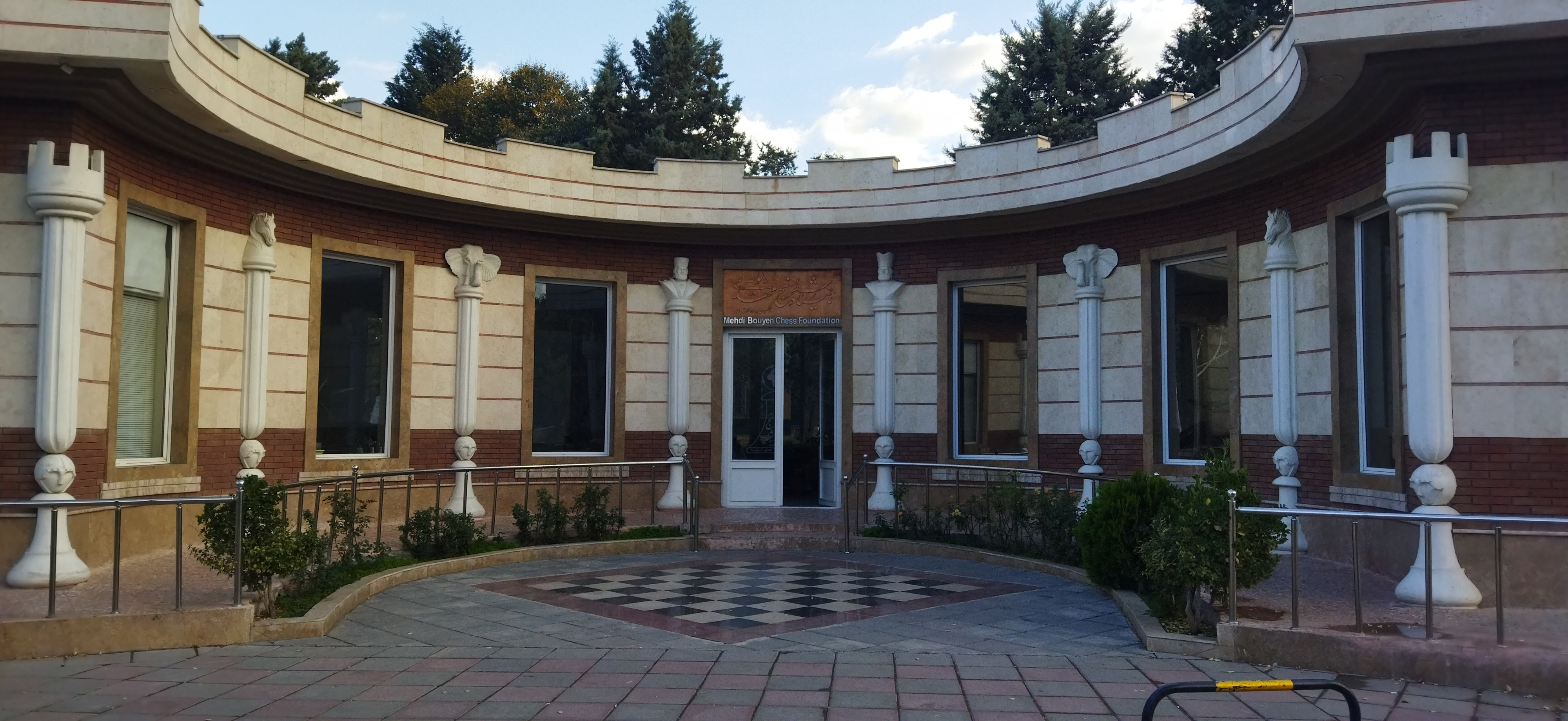
خانه شطرنج
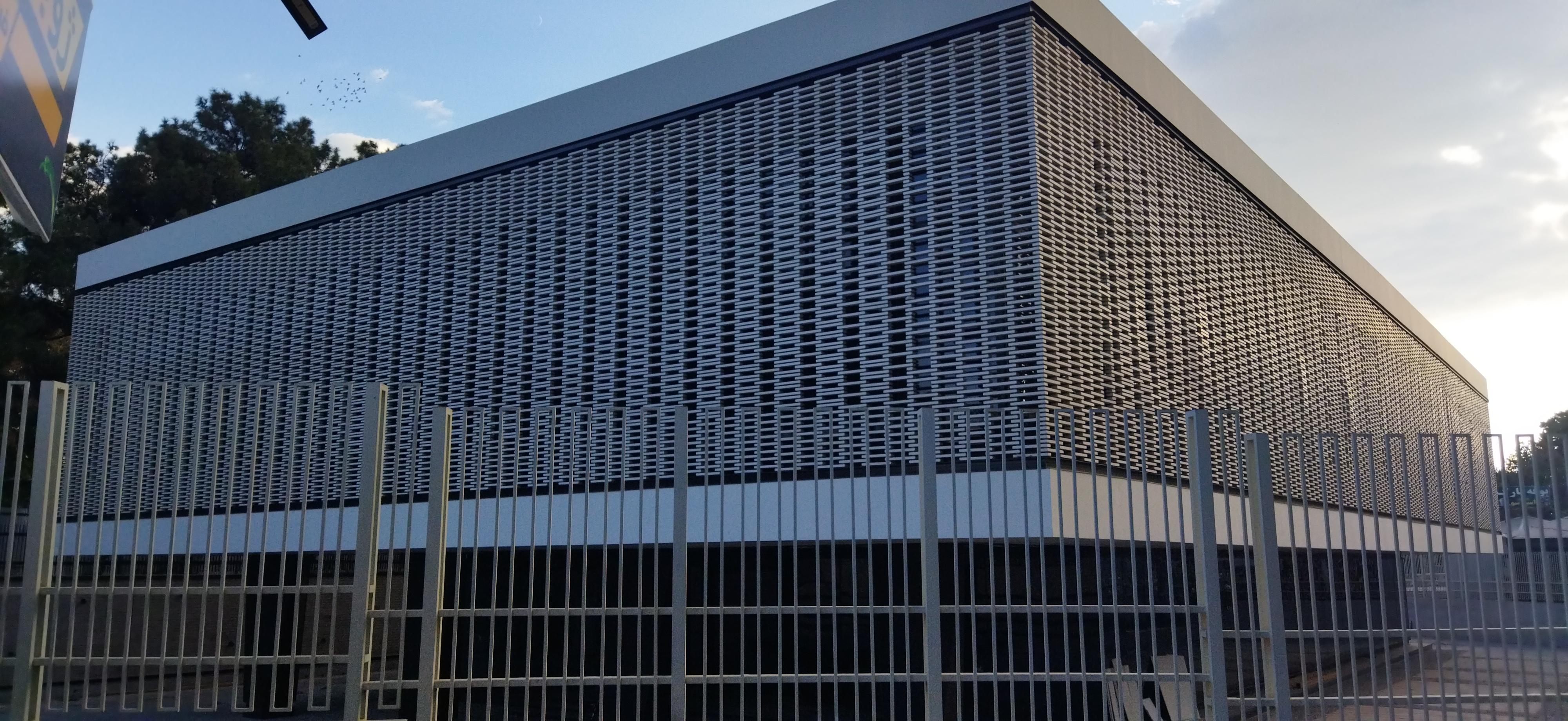
تئاتر شهر
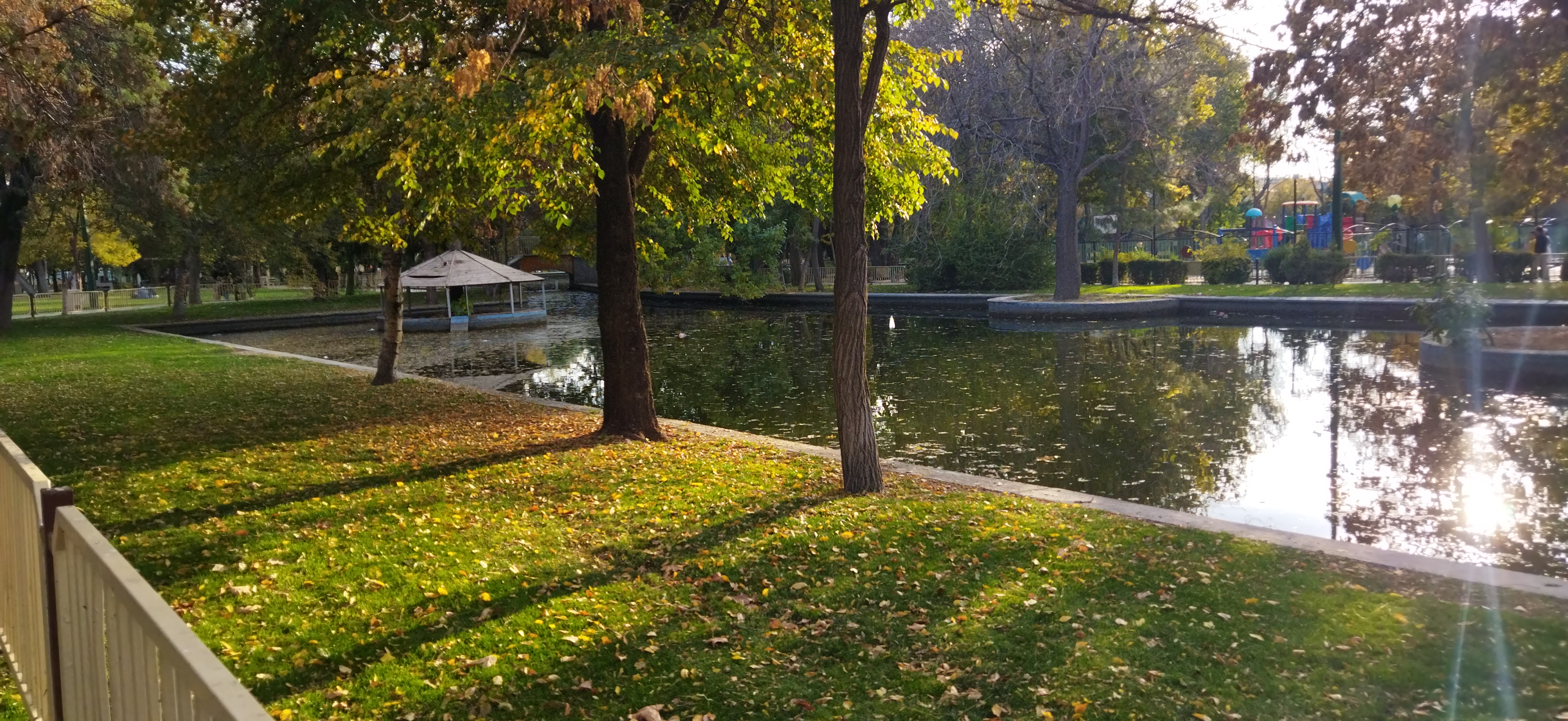
دریاچه
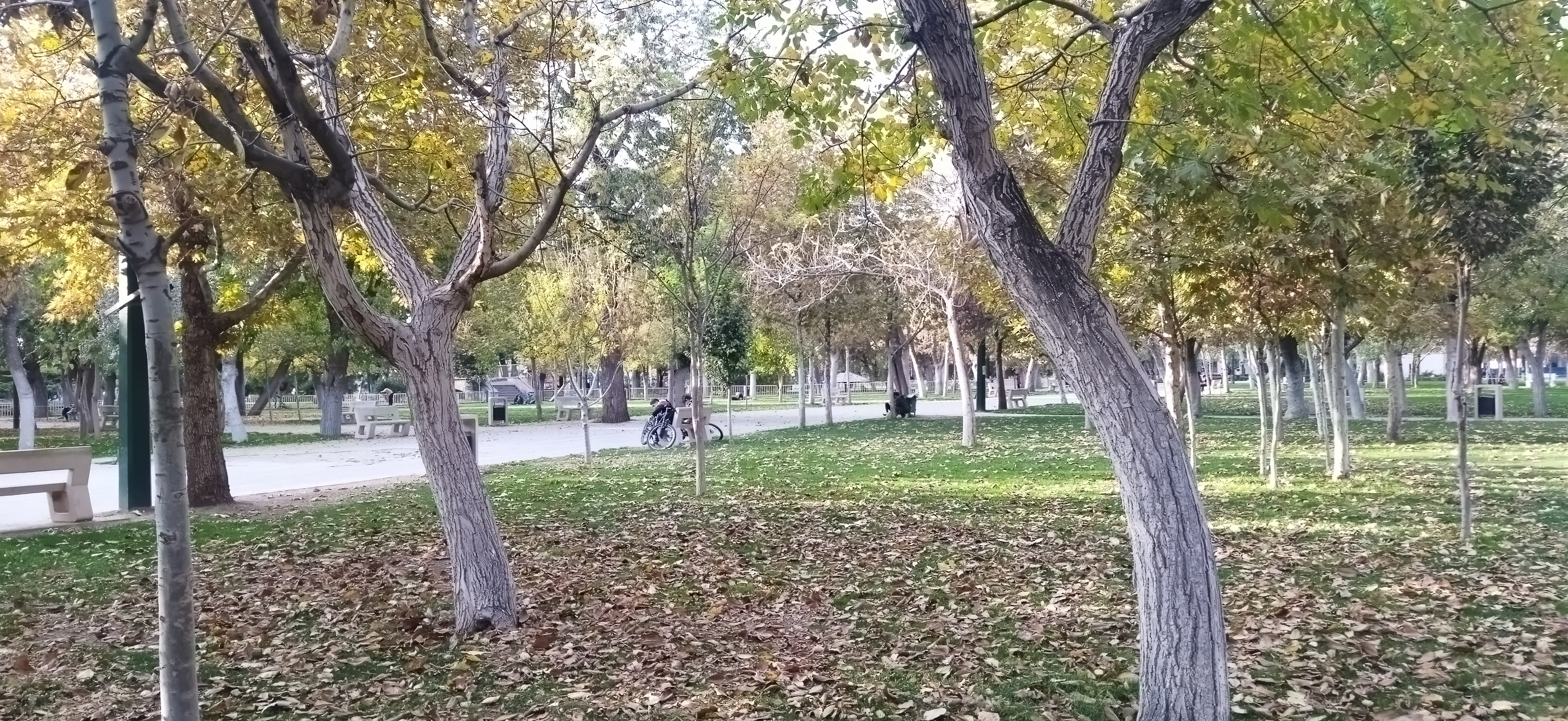
طبیعت پاییزی
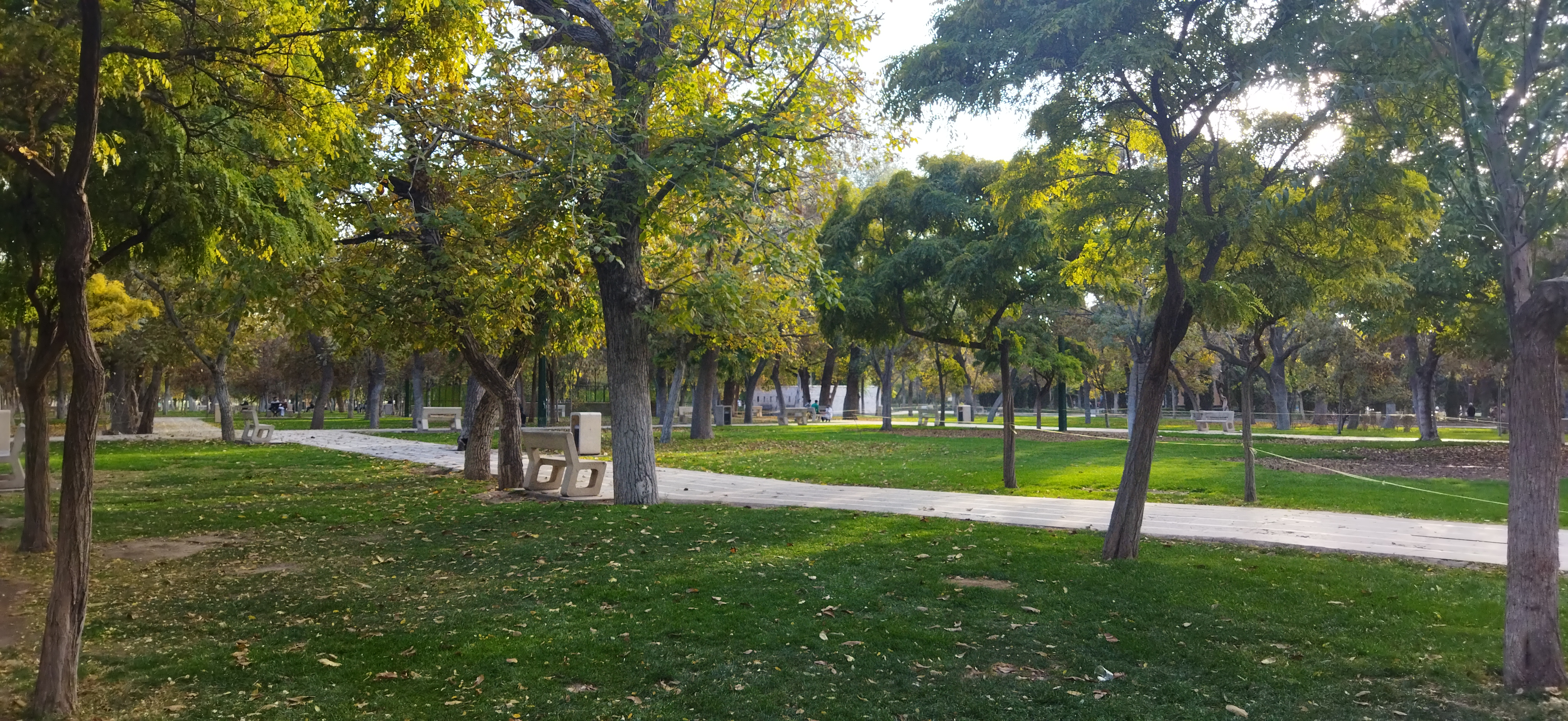
طبیعت پاییزی